# 마틴 헨더슨
마틴 헨더슨(Martin Henderson, 1974년 10월 8일 ~ )은 뉴질랜드의 배우이다.

## 출연 작품

### 영화
- 윈드토커 (2002)
- 링 (2002)
- 토크 (2004)
- 신부와 편견 (2004)
- 리틀 피쉬 (2005)
- 라파예트 (2006)
- 스모킹 에이스 (2007)
- 배틀 인 시애틀 (2007)
- 데빌스 노트 (2013)
- 노크: 초대받지 않은 손님 (2018) - 마이크 역
- X (2022)

### 텔레비전
- 쇼트랜드 스트리트 (1992-95, 2017)
- 그레이 아나토미 (2015-17)
- 버진리버 (2019-현재)